# Světlana (1896)
Světlana byl chráněný křižník ruského carského námořnictva. V době míru byl využíván i jako jachta. Byl potopen v rusko-japonské válce.

## Stavba
Křižník postavila v letech 1895–1898 francouzská loděnice Forges et Chantiers de la Méditerranée v Le Havre.

## Konstrukce
Křižník nesl výzbroj šesti 152mm kanónů, deseti 47mm kanónů, dvou 381mm torpédometů a 20 námořních min. Pohonný systém měl výkon 8500 hp. Skládal se ze dvou parních strojů s trojnásobnou expanzí a 18 kotlů Belleville, pohánějících dva lodní šrouby. Nejvyšší rychlost dosahovala 21,6 uzlu. Dosah byl 3500 námořních mil při rychlosti 10 uzlů.

## Osudy
Křižník Světlana bojoval v rusko-japonské válce. Účastnil se bitvy u Cušimy. Den po bitvě byl (28. května 1905) při pokusu uniknout do Vladivostoku potopen japonskými křižníky Niitaka a Otowa.